# Break of Dawn (Do As Infinity)
Break of Dawn è il primo album del gruppo musicale giapponese j-pop dei Do As Infinity, pubblicato nel marzo del 2000.

## Descrizione
Il disco è anticipato dai singoli Tangerine Dream, Heart, Oasis e Yesterday & Today. Ottiene immediatamente un grande successo in Giappone, al punto che Raven viene inserita nella colonna sonora del film J-Horror Uzumaki.
Nell'album compaiono tracce cantate completamente in inglese (con una pronuncia medio-alta) come la canzone omonima Break of Dawn, ma la maggior parte dei brani è cantata in giapponese (nonostante i titoli) con solo alcune frasi in inglese. Pur essendo j-pop, vi sono evidenti influenze rock.
Si passa da canzoni piuttosto allegre come Standing on the Hill a brani con temi musicali più aggressivi come appunto Raven. Unica traccia differente è Painful in cui la cantante, Tomiko Van, intona soltanto il ritornello, mentre il resto della canzone, dal sound quasi rap, viene eseguito da una calda voce maschile.

## Tracce
1. Break of Dawn
2. Standing on the Hill
3. Oasis
4. Another
5. 心の地図 Kokoro no Chizu (Mappa del cuore)
6. Heart
7. Raven
8. Welcome!
9. Painful
10. Tangerine Dream
11. Yesterday & Today